# Лазаревский (Калмыкия)
Лазаревский — посёлок в Городовиковском районе Калмыкии, пригород Городовиковска, административный центр Лазаревского сельского муниципального образования.
Население — 1089 чел. (2012).
Основан в 1930 году как зерносовхоз № 112 "Калмыцкий".

## История
Основан в 1930 году в связи с образованием на территории Западного улуса Калмыцкой автономной области зерносовхоза № 112 "Калмыцкий". После выселения в Сибирь калмыцких семей совхоз стал называться просто зерносовхоз №112.  В 1958 году за большой вклад молодёжи в хозяйственное и культурное строительство и в связи с 40-летием комсомола совхозу «№112» было присвоено новое имя -«Комсомолец».
Современное название посёлок получил в честь героя Советского Союза, гвардии лейтенанта Лазарева Г.М.

## Физико-географическая характеристика
Посёлок расположен в пределах Ставропольской возвышенности. Рельеф местности равнинный. На востоке посёлок граничит с городом Городовиковском, на юге - с Городовиковской дубовой рощей. С востока и юга посёлок окружён защитными лесонасаждениями.
По автомобильной дороге расстояние до столицы Калмыкии города Элиста составляет 240 км, до районного центра города Городовиковск - 4,2 км (до центра города).
Согласно классификации климатов Кёппена-Гейгера посёлок находится в зоне континентального климата с относительно холодной зимой и жарким летом (Dfa). В окрестностях посёлка чернозёмы маломощные малогумусные и темнокаштановые почвы различного гранулометрического состава.
В посёлке, как и на всей территории Калмыкии, действует московское время.

## Население
| 2002 | 2010  | 2012  |
| ---- | ----- | ----- |
| 1067 | ↗1084 | ↗1089 |

Национальный состав
Согласно результатам переписи 2002 года большинство населения посёлка составляли русские (83 %)

## Экономика
Основной отраслью экономики является сельское хозяйство. Крупнейшим сельскохозяйственным предприятием СПК "Комсомолец" (правопреемник одноимённого совхоза)

## Социальная инфраструктура
В посёлке расположены несколько магазинов, Комсомольский дом культуры, библиотека, детский сад "Колокольчик". Медицинское обслуживание жителей села обеспечивают Комсомольская врачебная амбулатория и Городовиковская центральная районная больница. Ближайшее отделение скорой медицинской помощи расположено в Городовиковске. Среднее образование жители села получают в расположенной в посёлке Кировской средней общеобразовательной школе
Посёлок газифицирован, имеется централизованное водоснабжение. Централизованное водоотведение на территории посёлка отсутствует. Водоотведение обеспечивается за счёт использования выгребных ям.

## Уличная сеть
| - улица 50 лет ВЛКСМ, - улица Волкова, - улица Гагарина, - улица Городовикова, - улица Дачная, - улица Ермолаева, - улица Ипподромная, - улица Кирова, - улица Краснопольская, - улица Первомайская, - улица Техническая, - улица Хомутникова, - переулок Учительский |